# Křivatec nizoučký

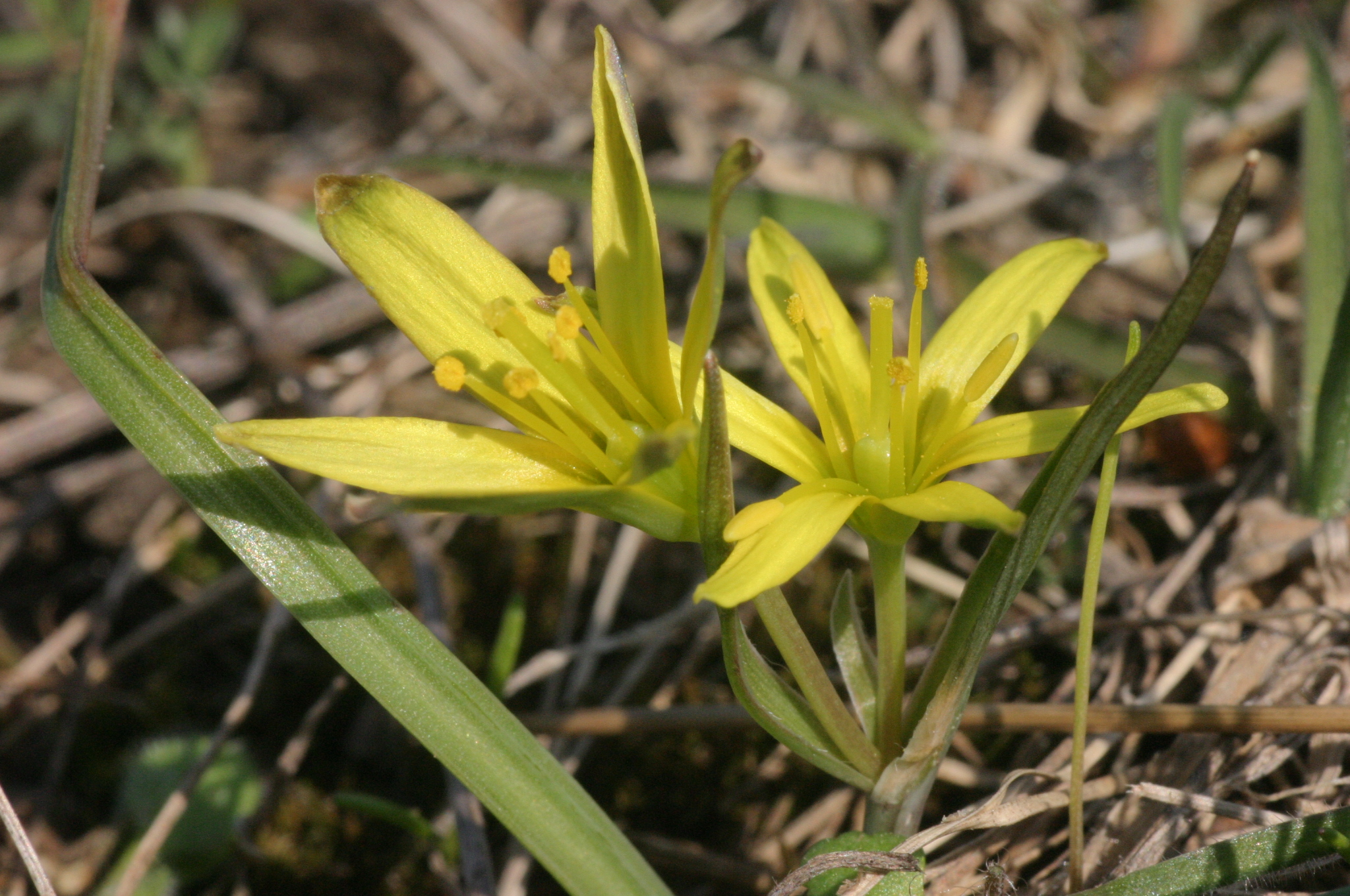
Květy

Křivatec nizoučký (Gagea pusilla) je nízká bylina brzy z jara kvetoucí žlutozelenými květy, planě rostoucí cibulovitá rostlina, druh z širokého rodu křivatec.

## Rozšíření
Tento druh je rozšířen ve střední, jižní a východní Evropě až do Ruska po Sibiř a dále v Malé a ve Střední Asii.
Českou republikou probíhá severozápadní hranice jeho areálu; v Česku roste ojediněle na jižní Moravě a to od Olomouce směrem na jih k rakouským hranicím. Jeho výskyt je nejčastěji udáván v termofytiku od nížin po pahorkatiny. Preferuje xerotermní, suchá, na živiny bohatá, neutrální nebo zásaditá stanoviště která nejsou v době jeho kvetení (brzy z jara) zastíněna. Jsou to např. řídce zapojené výslunné stepní louky, vegetaci pokryté skalky, okraje křovin, akátové remízky, lesní lemy apod.

## Popis
Nízká, vytrvalá, zcela lysá rostlina která nevyrůstá do větší výšky než 5 až 10 cm. Z vejčité cibule (většinou křivé), řídce jsou ve společném obalu cibule dvě, vyrůstá lodyha s jediným přízemním listem který je čárkovitý, jednožilný, znenáhla zašpičatělý, pouze 1,5 až 3 mm široký, dlouhý 6 až 20 cm a přesahující květenství. Výše na lodyze vyrůstají dva, někdy tři, vstřícné, úzce kopinaté lodyžní listy které jsou také delší než květenství.
Dva až osm oboupohlavných květů vyrůstající z lodyhy na stopkách vytváří zdánlivý okolík; květní listeny jsou zakrnělé. Šest volných podlouhlých, tupých okvětních plátků dlouhých do 15 mm je uspořádáno do dvou přeslenů, jsou kopinaté, zevnitř sytě žluté a vně nazelenalé, hvězdicovitě rozestálé. V květu je šest tyčinek s prašníky a svrchní semeník nesoucí tlustou čnělku s bliznou. Kvete v březnu až dubnu. Plodem je obvejčitá tříboká tobolka s mnoha semeny.

## Ohrožení
Křivatec nizoučký je vzhledem k řídkému výskytu na omezeném území, ničení jeho biotopů a "přesazování" cibulek chtivými zahrádkáři hodnocen v Seznamu cévnatých rostlin ČR jako zranitelný druh (C3).